# Chaetodon capistratus
Chaetodon capistratus là một loài cá biển thuộc chi Cá bướm (phân chi Chaetodon) trong họ Cá bướm. Loài này được mô tả lần đầu tiên vào năm 1758.

## Từ nguyên
Tính từ định danh capistratus trong tiếng Latinh mang nghĩa là "bị buộc dây", không rõ hàm ý, có thể đề cập đến dải đen băng qua mắt của loài cá này.

## Phạm vi phân bố và môi trường sống
Từ bang North Carolina (Hoa Kỳ), C. capistratus được phân bố trải dài về phía nam, băng qua vịnh México và biển Caribe, gồm cả Bermuda ngoài khơi đến Venezuela. C. capistratus có thể theo hải lưu trôi tới tận bang Massachusetts (Hoa Kỳ) vào cuối mùa hè.
C. capistratus sinh sống tập trung trên các rạn viền bờ, cá con thường sống ở khu vực thảm cỏ biển (như Thalassia), độ sâu được tìm thấy khoảng 2–20 m.

## Mô tả

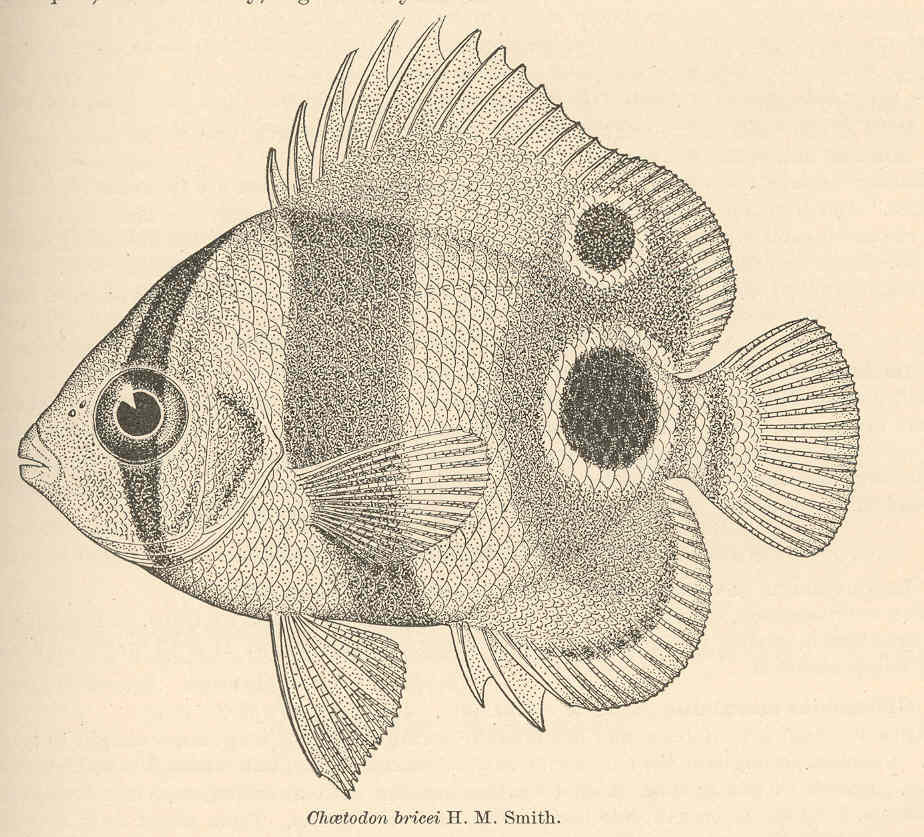
Tranh vẽ C. bricei, tức cá con của C. capistratus

C. capistratus có chiều dài cơ thể lớn nhất được ghi nhận là 15 cm. Loài này có màu trắng (phớt vàng sang màu kem) với các sọc đen hình chữ V hướng về phía đầu. Đầu có một dải đen viền vàng băng dọc qua mắt. Một đốm đen viền trắng đặc trưng cho loài ở thân sau, gần cuống đuôi (đốm này rất lớn ở cá con). Vây bụng có màu vàng. Vây lưng, vây hậu môn và vây đuôi có một dải nâu viền đen ở giữa. Rìa ngoài của vây đuôi trong suốt. Vây ngực trong suốt.
Cá con còn có thêm một dải sọc nâu xám giữa thân, sẫm nâu hơn ở thân sau và một đốm đen viền trắng nhưng nhỏ hơn trên vây lưng, vì thế nên cá con từng được mô tả như một loài mới với danh pháp là C. bricei.
Số gai ở vây lưng: 13; Số tia vây ở vây lưng: 18–20; Số gai ở vây hậu môn: 3; Số tia vây ở vây hậu môn: 16–17; Số tia vây ở vây ngực: 14; Số gai ở vây bụng: 1; Số tia vây ở vây bụng: 5; Số vảy đường bên: 35–41.

## Sinh thái học

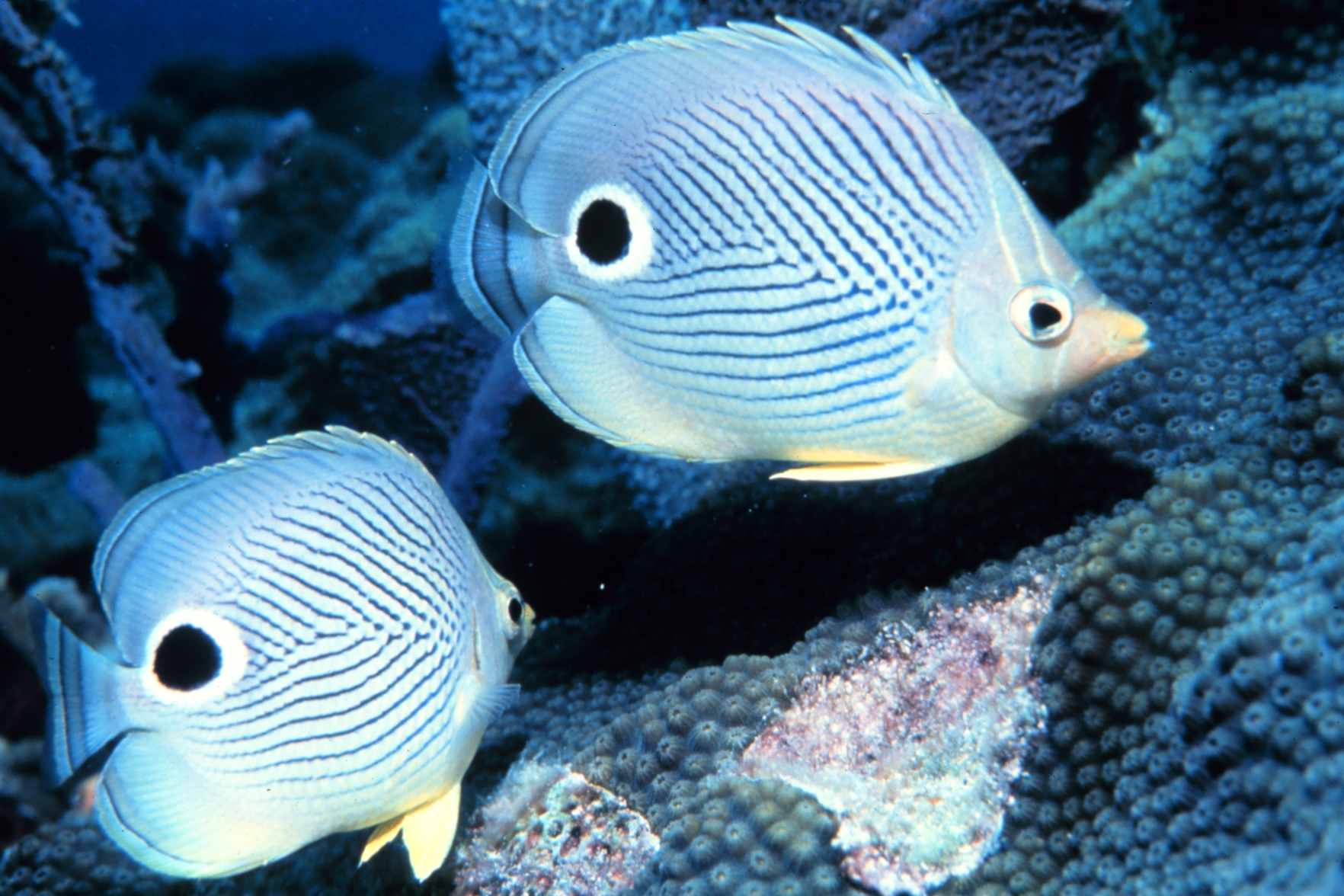
Một đôi C. capistratus

Thức ăn của C. capistratus chủ yếu là các loài thủy sinh không xương sống, bao gồm san hô của bộ Zoantharia, giun nhiều tơ, san hô mềm và phân ngành Sống đuôi. Tuy cũng ăn san hô nhưng chúng không hoàn toàn phụ thuộc vào nguồn thức ăn này.
C. capistratus có thể sống đơn độc hoặc kết đôi với nhau.

## Phân loại học
Tính đến hiện tại thì C. capistratus là loài điển hình của chi Chaetodon. Phân loại học của chi này vẫn chưa được làm rõ, đơn cử như việc chi này bao gồm nhiều phân chi mà có khả năng sẽ được công nhận là những chi hợp lệ như một số đề xuất. Nếu Chaetodon được tách ra, C. capistratus vẫn sẽ được giữ lại trong chi hiện tại.
Dựa theo kết quả phân tích phát sinh chủng loại phân tử, C. capistratus là loài chị em gần nhất với Chaetodon striatus.

## Thương mại
C. capistratus khá phổ biến trong ngành kinh doanh cá cảnh.